# Elección de jueces de la Corte Internacional de Justicia de 2022
La elección de la Corte Internacional de Justicia de 2022 se llevará a cabo el 4 de noviembre de 2022 en la sede de las Naciones Unidas en la ciudad de Nueva York. La Asamblea General y el Consejo de Seguridad elegirán simultáneamente un candidato para el resto del mandato de nueve años que había ocupado el juez Antônio Cançado Trindade, quien falleció en mayo de 2022.
Los candidatos nominados hasta el momento son: el argentino Marcelo Kohen, Secretario general del Instituto de Derecho Internacional y Profesor Titular del Instituto Universitario de Altos Estudios Internacionales, nominado por diecisiete grupos nacionales, y dos candidatos brasileños: Paulo Borba Casella (Profesor de la Universidad de São Paulo, nominado por el grupo nacional brasileño) y el Leonardo Nemer (Profesor de la Universidad Federal de Minas Gerais, nominado por seis grupos nacionales).
En las elecciones casuales producidas por la muerte de un juez, se espera que el juez sea reemplazado por un nacional de un miembro del mismo grupo regional (pero no necesariamente del mismo país). En este caso, la vacante deberá ser cubierta por un nacional de un miembro del Grupo de América Latina y el Caribe en las Naciones Unidas. Por tanto, la elección de cualquiera de los tres candidatos propuestos (el argentino Kohen, o los brasileños Casella o Nemer) estaría en línea con la tradición establecida.

## Contexto
La Corte Internacional de Justicia (CIJ), con sede en La Haya, es el principal órgano judicial de las Naciones Unidas. También conocida como la Corte Mundial, resuelve disputas legales entre estados y brinda opiniones consultivas sobre cuestiones legales presentadas por otros órganos o agencias de la ONU.
El tribunal consta de 15 jueces, con cinco jueces elegidos cada tres años. En caso de muerte u otra vacante, se elige un juez por el resto del mandato. Los jueces deben ser independientes e imparciales; no pueden ejercer ninguna función política o administrativa, y no actuar como representante de su estado de origen.
Las elecciones de los miembros de la Corte se rigen por los artículos 2 a 15 del Estatuto de la Corte Internacional de Justicia.

## Procedimiento de la elección
La Asamblea General y el Consejo de Seguridad proceden, independientemente uno del otro, a elegir cinco miembros de la Corte.
Para ser elegido, un candidato debe obtener la mayoría absoluta de votos tanto en la Asamblea General como en el Consejo de Seguridad. Las palabras “mayoría absoluta” se interpretan en el sentido de una mayoría de todos los electores, ya sea que voten o no, o se les permita votar. De este modo, 97 votos constituyen la mayoría absoluta en la Asamblea General y 8 votos constituyen la mayoría absoluta en el Consejo de Seguridad (sin distinción entre miembros permanentes y no permanentes del Consejo de Seguridad).

## Candidatos en 2022
Mediante una comunicación de fecha 22 de junio de 2022, el Secretario General de las Naciones Unidas invitó a los "grupos nacionales" a emprender la nominación de personas como jueces de la CIJ.
Marcelo Kohen, Secretario General del Institut de Droit International y Profesor Titular del Graduate Institute of International and Development Studies en Ginebra, de Argentina, fue el primer candidato nominado.
Inusualmente, el grupo nacional brasileño de la PCA nominó a dos candidatos: Paulo Borba Casella, Profesor Titular de la Universidad de São Paulo, y Leonardo Nemer Caldeira Brant, Profesor Titular de la Universidad de Minas Gerais. 
El 12 de agosto de 2022, GEBRICS/USP publicó una aclaración del profesor Borba Casella sobre su candidatura a la Corte Internacional de Justicia. Casella denunció que se había visto obligado a interrumpir su candidatura por la "determinación expresa" de Jair Bolsonaro, "por motivos ideológicos y como represalia a posiciones defendidas por mí en artículos y entrevistas". El Gobierno Federal de Brasil apoya la candidatura del profesor Nemer. Sin embargo, Casella sigue siendo candidato.
Al 11 de agosto de 2022, los candidatos nominados para las elecciones de 2022 son los siguientes:
| Nombre                        | Nacionalidad | Nominado por el "grupo nacional" de |
| ----------------------------- | ------------ | --- |
| Marcelo Kohen                 | Argentina    | Argentina, Austria, Colombia, Chequia, Estonia, Finlandia, Francia, Grecia, Guatemala, Hungría, Italia, Letonia, Países Bajos, Eslovaquia, Eslovenia, España, Suecia. Total: diecisiete grupos nacionales. |
| Paulo Borba Casella           | Brasil       | Brasil. |
| Leonardo Nemer Caldeira Brant | Brasil       | Brasil, Malta, Perú, Portugal, Singapur, Türkiye. Total: seis grupos nacionales. |